# Eleição parlamentar na Albânia em 2013
A eleição parlamentar albanesa de 2013 foi realizada em 23 de junho e consistiu no 8º pleito eleitoral realizado no país desde sua redemocratização em 1991.

## Resultados eleitorais
| Coalizão                                    | Partido                           | Partido                           | Votos     | %     | Cadeiras | +/– |
| ------------------------------------------- | --------------------------------- | --------------------------------- | --------- | ----- | -------- | --- |
| Aleanca për Shqipërinë Europiane            |                                   | PSSh                              | 713 407   | 41.36 | 65       | 23  |
| Aleanca për Shqipërinë Europiane            |                                   | LSI                               | 180 470   | 10.46 | 16       | 12  |
| Aleanca për Shqipërinë Europiane            |                                   | PBDNJ                             | 14 722    | 0.85  | 1        | 0   |
| Aleanca për Shqipërinë Europiane            |                                   | PDK                               | 7 993     | 0.46  | 1        | 1   |
| Aleanca për Punësim, Mirëqenie dhe Integrim |                                   | PDSh                              | 528 373   | 30.63 | 50       | 16  |
| Aleanca për Punësim, Mirëqenie dhe Integrim |                                   | PRSh                              | 52 168    | 3.02  | 3        | 2   |
| Aleanca për Punësim, Mirëqenie dhe Integrim |                                   | PDIU                              | 44 957    | 2.61  | 4        | 1   |
| Total de votos válidos                      | Total de votos válidos            | Total de votos válidos            | 1 724 779 | 98.61 | –        | –   |
| Votos inválidos (brancos e nulos)           | Votos inválidos (brancos e nulos) | Votos inválidos (brancos e nulos) | 24 279    | 1.39  | –        | –   |
| Total de votos registrados                  | Total de votos registrados        | Total de votos registrados        | 1 749 058 | 100   | –        | –   |
| Eleitorado apto a votar                     | Eleitorado apto a votar           | Eleitorado apto a votar           | 3 271 885 | 53.46 | –        | –   |

## Repercussão e análise
Liderada pelo ex-prefeito de Tirana, Edi Rama, a coalizão oposicionista de centro-esquerda intitulada Aleanca për Shqipërinë Europiane (em português: Aliança para uma Albânia Europeia), composta pelo majoritário PSSh e os minoritários LSI, PBDNJ e PDK, sagrou-se vencedora do pleito ao obter 53,13% dos votos válidos e eleger o total de 83 deputados, o que permitiu-lhes assegurar a maioria absoluta de assentos no Parlamento da Albânia para a legislatura seguinte.
Por sua vez, a coalizão governista de centro-direita Aleanca për Punësim, Mirëqenie dhe Integrim (em português: Aliança para o Emprego, Prosperidade e Integração), composta pelo majoritário PDSh e os minoritários PRSh e PDIU, obteve ao todo 36,26% dos votos válidos e elegeu 57 deputados. O resultado foi considerado uma grande derrota para o PDS, pois o partido perdeu 18 assentos parlamentares e viu seus parceiros de coalizão elegerem poucos deputados, embora tenham obtido votações percentualmente superiores quando comparadas às obtidas pelos partidos minoritários da coalizão de centro-esquerda.

### Reconhecimento do resultado
Inicialmente, enquanto a apuração dos votos ainda estava em andamento, os líderes dos dois partidos majoritários reivindicaram a vitória no pleito. Entretanto, em 25 de junho, com a confirmação matemática de seu triunfo eleitoral, Edi Rama fez seu discurso de vitória dizendo: "Eu serei seu primeiro-ministro, mas também seu primeiro servo. O dever será meu; a autoridade será sua".
Por sua vez, o então primeiro-ministro Sali Berisha aceitou publicamente o resultado, assumiu a responsabilidade pela derrota, renunciou às suas funções na liderança do PDS e desejou sucesso ao novo governo eleito, algo que foi bem recebido pela comunidade internacional, que encarou tais gestos como uma prova de evolução da Albânia em termos de maturidade democrática.